# Kvalspelet till europamästerskapet i volleyboll för damer 1999
Kvalspelet till europamästerskapet i volleyboll för damer 1999 spelades 17 december 1997 till 12 juni 1999. I kvalet deltog 26 landslag från CEV:s medlemsförbund, varav åtta kvalificerade sig för mästerskapet. Kvalet genomfördes i två kategorier, där bara lagen in den främsta kategorin (kategori A) hade möjlighet att kvalificera sig för mästerskapet. I kategori A var lagen uppdelade i två grupper om sex lag, där de fyra första i varje grupp kvalificerade sig för EM. I kategori B var lagen uppdelade i tre grupper om fem eller sex lag. Vinnarna av respektive grupp i kategori B (samt den bästa tvåan) kvalificerade sig för deltagande i kategori A i nästa EM-kval. Samtliga lag (även värdlandet och regerande mästarna) behövde kvala till mästerskapet. Inget lag var direktkvalificerat.

## Kategori A[1]

### Grupp 1
| Pos. | Landslag  | Matcher | Matcher | Matcher | Set | Set | Bollpoäng | Bollpoäng | +/−  | Poäng |
| Pos. | Landslag  | S       | V       | F       | V   | F   | V         | F         | +/−  | Poäng |
| ---- | --------- | ------- | ------- | ------- | --- | --- | --------- | --------- | ---- | ----- |
| 1.   | Ryssland  | 10      | 9       | 1       | 27  | 6   | 472       | 282       | +190 | 19    |
| 2.   | Bulgarien | 10      | 7       | 3       | 25  | 12  | 485       | 368       | +117 | 17    |
| 3.   | Italien   | 10      | 6       | 4       | 24  | 14  | 497       | 406       | +91  | 16    |
| 4.   | Tyskland  | 10      | 4       | 6       | 15  | 20  | 385       | 445       | −60  | 14    |
| 5.   | Ukraina   | 10      | 4       | 6       | 12  | 21  | 341       | 437       | −96  | 14    |
| 6.   | Belarus   | 10      | 0       | 10      | 0   | 30  | 208       | 450       | −242 | 10    |

### Grupp 2
| Pos. | Landslag      | Matcher | Matcher | Matcher | Set | Set | Bollpoäng | Bollpoäng | +/−  | Poäng |
| Pos. | Landslag      | S       | V       | F       | V   | F   | V         | F         | +/−  | Poäng |
| ---- | ------------- | ------- | ------- | ------- | --- | --- | --------- | --------- | ---- | ----- |
| 1.   | Polen         | 10      | 8       | 2       | 27  | 15  | 565       | 461       | +104 | 18    |
| 2.   | Rumänien      | 10      | 7       | 3       | 24  | 16  | 495       | 429       | +66  | 17    |
| 3.   | Kroatien      | 10      | 6       | 4       | 23  | 14  | 495       | 432       | +63  | 16    |
| 4.   | Nederländerna | 10      | 5       | 5       | 20  | 18  | 460       | 458       | +2   | 15    |
| 5.   | Tjeckien      | 10      | 3       | 7       | 15  | 24  | 454       | 486       | −32  | 13    |
| 6.   | Lettland      | 10      | 1       | 9       | 7   | 29  | 314       | 517       | −203 | 11    |

## Kategori B[2]

### Grupp 1
| Pos. | Landslag       | Matcher | Matcher | Matcher | Set | Set | Bollpoäng | Bollpoäng | +/−  | Poäng |
| Pos. | Landslag       | S       | V       | F       | V   | F   | V         | F         | +/−  | Poäng |
| ---- | -------------- | ------- | ------- | ------- | --- | --- | --------- | --------- | ---- | ----- |
| 1.   | Turkiet        | 6       | 5       | 1       | 17  | 4   | 301       | 177       | +124 | 11    |
| 2.   | Grekland       | 6       | 5       | 1       | 15  | 5   | 257       | 189       | +68  | 11    |
| 3.   | Finland        | 6       | 1       | 5       | 5   | 15  | 204       | 246       | −42  | 7     |
| 4.   | Nordmakedonien | 6       | 1       | 5       | 3   | 16  | 114       | 264       | −150 | 7     |

Not: CEV stängde av Makedonien för ej betalda skulder till CEV. Därför spelades inte två av deras matcher (borta mot Grekland och hemma mot Finland), där deras motståndare därför räknades som vinnare.

### Grupp 2
| Pos. | Landslag    | Matcher | Matcher | Matcher | Set | Set | Bollpoäng | Bollpoäng | +/−  | Poäng |
| Pos. | Landslag    | S       | V       | F       | V   | F   | V         | F         | +/−  | Poäng |
| ---- | ----------- | ------- | ------- | ------- | --- | --- | --------- | --------- | ---- | ----- |
| 1.   | Frankrike   | 8       | 8       | 0       | 24  | 4   | 404       | 252       | +152 | 16    |
| 2.   | Ungern      | 8       | 5       | 3       | 18  | 11  | 368       | 310       | +58  | 13    |
| 3.   | Slovakien   | 8       | 4       | 4       | 15  | 14  | 360       | 332       | +28  | 12    |
| 4.   | Jugoslavien | 8       | 2       | 6       | 7   | 18  | 252       | 308       | −56  | 10    |
| 5.   | Slovenien   | 8       | 1       | 7       | 4   | 21  | 167       | 349       | −182 | 9     |

### Grupp 3
| Pos. | Landslag  | Matcher | Matcher | Matcher | Set | Set | Bollpoäng | Bollpoäng | +/−  | Poäng |
| Pos. | Landslag  | S       | V       | F       | V   | F   | V         | F         | +/−  | Poäng |
| ---- | --------- | ------- | ------- | ------- | --- | --- | --------- | --------- | ---- | ----- |
| 1.   | Spanien   | 8       | 8       | 0       | 24  | 2   | 388       | 214       | +174 | 16    |
| 2.   | Sverige   | 8       | 5       | 3       | 15  | 9   | 304       | 234       | +70  | 13    |
| 3.   | Österrike | 8       | 5       | 3       | 15  | 10  | 305       | 271       | +34  | 13    |
| 4.   | Schweiz   | 8       | 2       | 6       | 8   | 20  | 291       | 376       | −85  | 10    |
| 5.   | Danmark   | 8       | 0       | 8       | 3   | 24  | 199       | 392       | −193 | 8     |